# Île Bellingshausen
Pour les articles homonymes, voir Bellingshausen.
L'île Bellingshausen est l'une des îles les plus méridionales des îles Sandwich du Sud, proche de l'île Thule et de l'île Cook. C'est un stratovolcan, dont le dernier cratère d'environ 150 mètres de large pour 60 mètres de profondeur s'est formé à la suite d'une explosion qui s'est produite à un moment indéterminé entre 1968 et 1984.
L'île Bellingshausen est nommée d'après l'explorateur russe Fabian Gottlieb von Bellingshausen (1778-1852) qui a découvert l'île.
Bellingshausen a mené une expédition qui a découvert et nommé plusieurs îles dans cette région dont l'île Pierre Ier, l'île Zavodovski et l'île Alexandre-Ier.
Une autre île, dans le Pacifique, nommée aussi île Bellingshausen est désormais connue sous le nom de Motu One. C'est l'île la plus à l'ouest des îles de la Société. Ce nouveau nom reste d'ailleurs ambigu puisqu'une île des îles Marquises porte également ce nom qui signifie « île de sable ».